# Shawn Allard
Pour les articles homonymes, voir Allard.
Shawn Allard né le 24 mars 1975 à Mont-Tremblant au Québec est un joueur canadien de hockey sur glace.

## Statistiques
| Saison    | Équipe                   | Ligue        |    | Saison régulière | Saison régulière | Saison régulière | Saison régulière | Saison régulière |    | Séries éliminatoires | Séries éliminatoires | Séries éliminatoires | Séries éliminatoires | Séries éliminatoires |
| Saison    | Équipe                   | Ligue        | PJ | B                | A                | Pts              | Pun              | PJ               | B  | A                    | Pts                  | Pun                  |                      |                      |
| 1991-1992 | Lumber Kings de Pembroke | CJAHL        | 5  | 1                | 1                | 2                | 0                |                  |    |                      |                      |                      |                      |                      |
| 1995-1996 | Saints de St. Lawrence   | NCAA         | 27 | 4                | 10               | 14               | 10               |                  |    |                      |                      |                      |                      |                      |
| 1996-1997 | Saints de St. Lawrence   | NCAA         | 28 | 1                | 6                | 7                | 20               |                  |    |                      |                      |                      |                      |                      |
| 1997-1998 | Saints de St. Lawrence   | NCAA         | 33 | 5                | 5                | 10               | 30               |                  |    |                      |                      |                      |                      |                      |
| 1998-1999 | Ours de Villard-de-Lans  | Division 1   | 45 | 26               | 20               | 46               | 38               |                  |    |                      |                      |                      |                      |                      |
| 1999-2000 | Nailers de Wheeling      | ECHL         | 12 | 5                | 1                | 6                | 4                | --               | -- | --                   | --                   | --                   |                      |                      |
| 1999-2000 | Amour Khabarovsk         | Superliga    | 4  | 0                | 1                | 1                | 2                |                  |    |                      |                      |                      |                      |                      |
| 1999-2000 | Outlaws de San Angelo    | WPHL         | 7  | 1                | 0                | 1                | 4                | --               | -- | --                   | --                   | --                   |                      |                      |
| 2005-2006 | Épinal                   | Ligue Magnus | 3  | 1                | 0                | 1                | 4                |                  |    |                      |                      |                      |                      |                      |
| 2007-2008 | Épinal                   | Ligue Magnus | 19 | 5                | 3                | 8                | 24               |                  |    |                      |                      |                      |                      |                      |
| 2008-2009 | Épinal                   | Ligue Magnus | 1  | 0                | 0                | 0                | 0                |                  |    |                      |                      |                      |                      |                      |

## Carrière d'entraîneur
De 2007 à 2009, il a été l'entraîneur-joueur de l'Image Club d'Épinal en Ligue Magnus.
En 2009, il est officieusement entraîneur-assistant du Lausanne Hockey Club aux côtés de Terry Yake et d'Hans Kossmann durant les séries éliminatoires, en LNB suisse.